# بانک اولستر
بانک اولستر (انگلیسی: Ulster Bank) شرکت خدمات مالی و بانکداری بریتانیایی است، که در سال ۱۸۳۶ تأسیس شد.